# Ḥawza

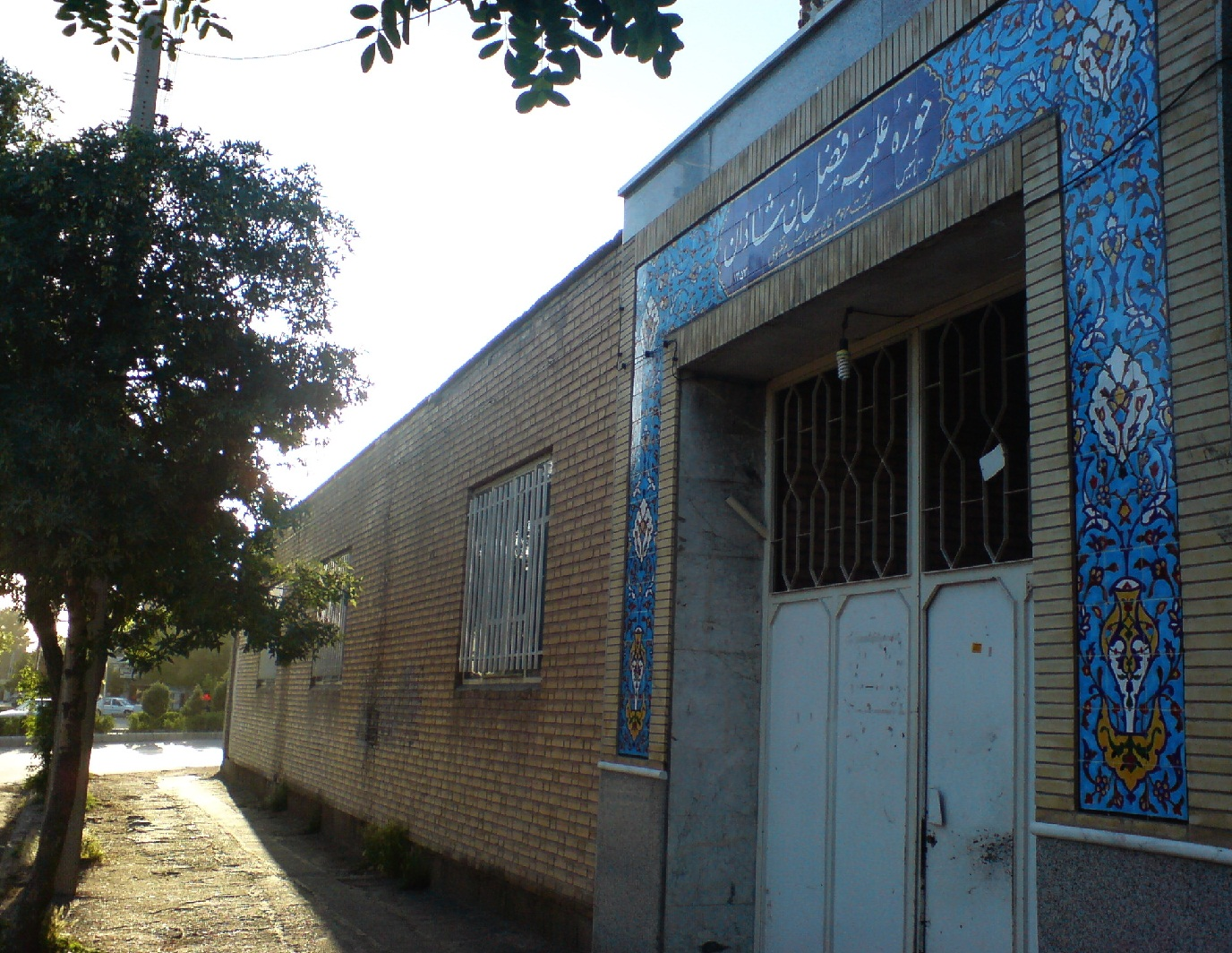
L'entrata principale della modesta Ḥawza ʿilmiyya di Nishapur.

Una ḥawza (hauza, howza, howza) (arabo e persiano حوزة ), o più estesamente, ḥawza ʿilmiyya (حوزة علمیة "sede del sapere"), è un seminario religioso sciita duodecimano. Il termine ha varie accezioni: può designare un solo seminario oppure l'insieme dei seminari di un luogo, più specificatamente di una città.
Una ḥawza è formata da diversi insegnanti che hanno raggiunto il grado di Ayatollah e di Grande Ayatollah, o di marja' al-taqlid).
La prima ḥawza è stata fondata a Najaf nel 1056. La ḥawza di Qom si è sviluppata in seguito, grazie al sostegno del regime safavide.
Le due principali ḥawzāt sono collocate a Najaf, in Iraq, e a Qom, in Iran. La ḥazwa di Kerbala, in Iraq, ha conteso la sua popolarità con le due già citate istituzioni all'inizio del XX secolo ma, dopo la presa di potere di Saddam Hussein nell'ultimo quarto del XX secolo, è stata contrastata duramente col regime ba'thista e i suoi appartenenti sono stati giustiziati o hanno dovuto lasciare il Paese. Di grande prestigio gode anche la ḥawza siriana di Sayyida Zaynab, a Damasco.
Gli studenti di una ḥawza seguono corsi di fiqh, kalām, ḥadīth, tafsīr, filosofia e letteratura. Numerosi livelli di studio sono possibili: il più alto diploma è chiamato ijtihād (chi si diploma acquisisce cioè il diritto al titolo di mujtahid). Ciò significa che lo studente è diventato autonomo nella comprensione dei testi dell'Islam e può emanare giudizi suoi propri (fatwā).